# Hakimpur

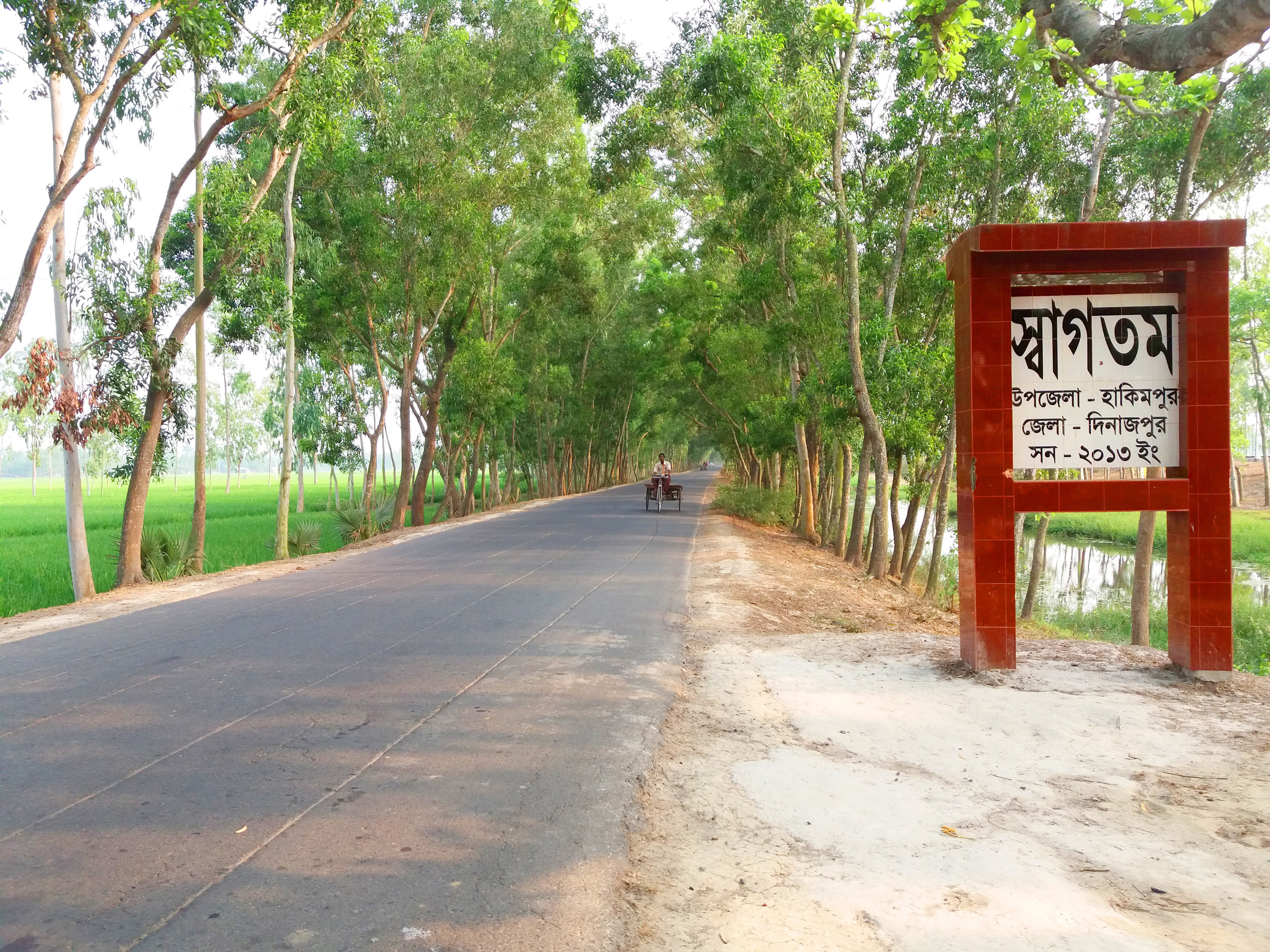

Hakimpur è un sottodistretto (upazila) del Bangladesh situato nel distretto di Dinajpur, divisione di Rangpur. Si estende su una superficie di 99,92 km² e conta una popolazione di 92.599  abitanti (censimento 2011).